# Burt Rutan
Elbert Leander „Burt” Rutan (ur. 17 czerwca 1943 w Estacada w stanie Oregon) – amerykański konstruktor samolotów. Wsławił się bardzo oryginalną stylistyką swoich pojazdów latających, które okazały się niezwykle skuteczne w biciu wielu rekordów. W 1982 założył korporację Scaled Composites. Zaprojektowany przez niego samolot Rutan Voyager jako pierwszy okrążył Ziemię bez tankowania, a SpaceShipOne jako pierwszy prywatny statek kosmiczny wyniósł człowieka w przestrzeń pozaziemską, a potem zdobył Nagrodę X Prize.

## Życiorys
Elbert Rutan urodził się w mieście Estacada w Oregonie, a wychowywał w Dinuba w Kalifornii. Już jako dziecko interesował się budowaniem modeli lotniczych, a jako 16-latek ukończył kurs lotniczy. Studiował na Politechnice Kalifornijskiej (California Polytechnic State University) na wydziale Inżynierii Lotniczej. W 1965 otrzymał na tej uczelni tytuł licencjata. Edukację swoją kontynuował w szkołach lotniczych oraz ekonomicznych. W 1987 uzyskał stopień doktorski na Politechnice Kalifornijskiej. Wiele znanych uczelni z USA przyznało mu również doktoraty honoris causa.
Rutan karierę zawodową rozpoczął w 1965 jako pracownik cywilny Sił Powietrznych USA. Do 1972 pracował jako inżynier do spraw lotów testowych w Bazie Sił Powietrznych Edwards w Kalifornii. Następnie wyjechał do Newton w stanie Kansas, gdzie pracował nad samolotem BD-5 dla firmy Bede Aircraft. W czerwcu 1974 powrócił do Kalifornii, by na pustyni Mojave utworzyć swoją pierwszą firmę. Nazywała się ona Rutan Aircraft Factory (RAF) i miała na celu projektowanie i budowę małych ultralekkich samolotów. W kwietniu 1982 Rutan przekształcił RAF w Scaled Composites, LLC i został prezesem jej zarządu. W 1982 Scaled Composites zawarła kontrakt z Beech Aircraft Corporation na budowę prototypu samolotu Beechcraft 2000 Starship. Efektem pracy Burta Rutana w swojej firmie był szereg bardzo udanych i innowacyjnych konstrukcji lotniczych:

- Adam Model 309
- Beechcraft 2000 Starship
- Boomerang
- Catbird
- Defiant
- Grizzly
- Long-EZ
- NASA AD-1
- NASA X-38
- Predator (samolot rolniczy)
- Proteus
- Quickie
- Rotary Rocket Roton
- Scarab Model 324
- Solitaire
- SpaceShipOne
- VariViggen
- VariEze
- Voyager
- White Knight
- GlobalFlyer

Burt Rutan odszedł z firmy Scaled Composites w kwietniu 2011.

## Odznaczenia i nagrody
- Prezydencki Medal Obywatelski od Ronalda Reagana (29 grudnia 1986)
- Narodowy Medal Aeroklubu Francji (29 stycznia 1987)
- Brytyjski Złoty Medal w Aeronautyce od Królewskiego Towarzystwa Aeronautycznego (grudzień 1987)
- Samolot Proteus został zaliczony do 100 najlepszych maszyn XX w. przez magazyn „Time” (kwiecień 1999)
- Nagroda im. Lindbergha (20 maja 2000)
- Nagroda X Prize (6 listopada 2004)
- Nagroda w dziedzinie inżynierii awiacyjnej od National Academy of Sciences (2005)